# Susamam
Susamam (deutsch: Ich kann nicht schweigen) ist ein türkisches Protest-Video des Rappers Şanışer, in dem er und 19 Kollegen eine Reihe von Missständen in ihrem Land heute besingen. Es wird als markantester Akt des zivilen Widerstands gegen das Regime von Recep Tayyip Erdoğan angesehen und wurde bereits in der ersten Woche mehr als 21,3 Millionen Mal abgerufen. Der Refrain lautet: „Hab keine Angst, komm mit mir. Der Tag wird kommen (...) Ich kann nicht schweigen“.
Das Video dauert 14:54 Minuten und wurde am 5. September 2019 veröffentlicht. Die beteiligten Rapper sind Fuat, Ados, Hayki, Server Uraz, Beta, Tahribad-ı İsyan, Sokrat St, Ozbi, Deniz Tekin, Sehabe, Yeis Sensura, Aspova, Defkhan, Aga B, Mirac, Mert Şenel und Kamufle, Infrastruktur von Murat Acar.

## Inhalte

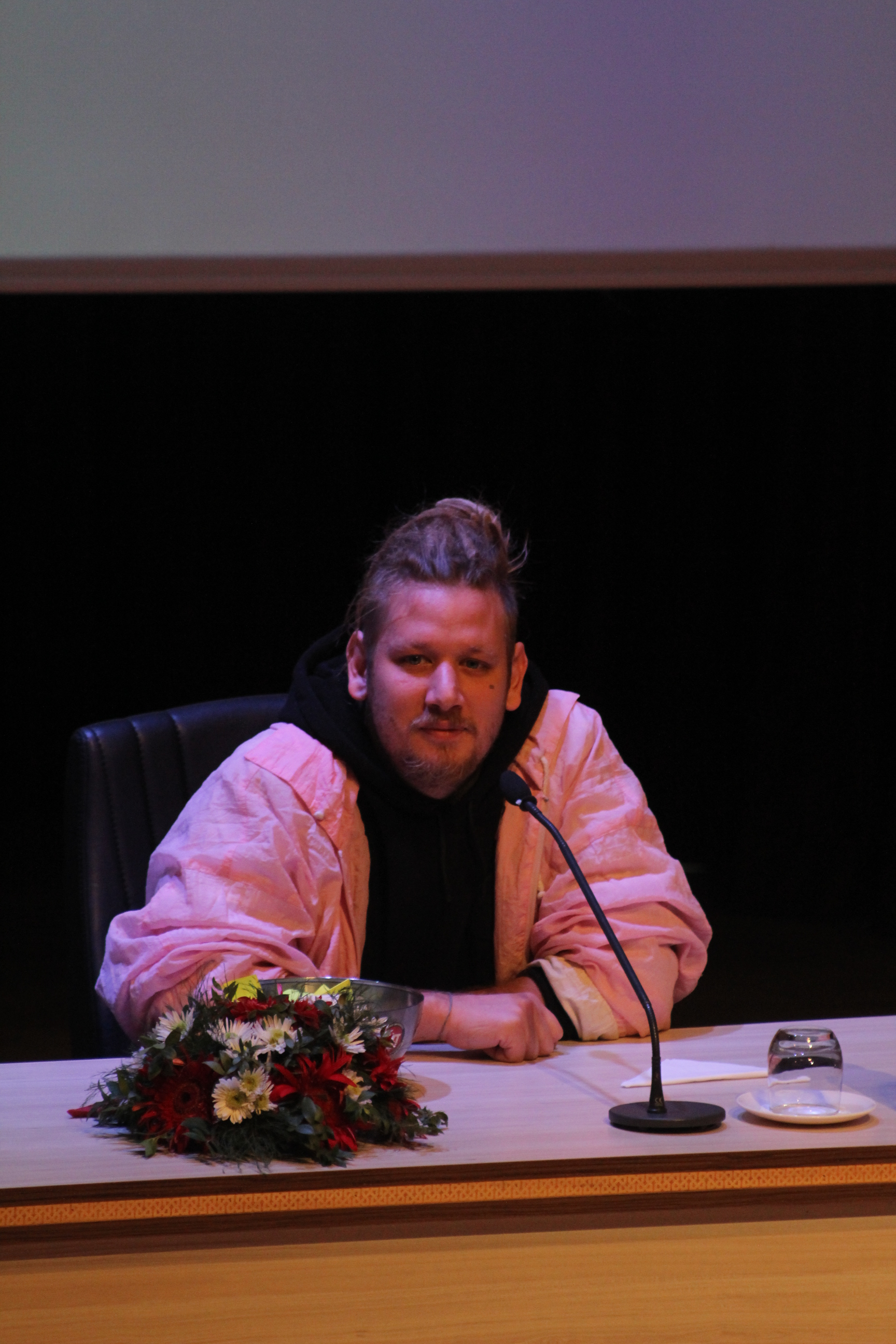
Şanışer, 2018

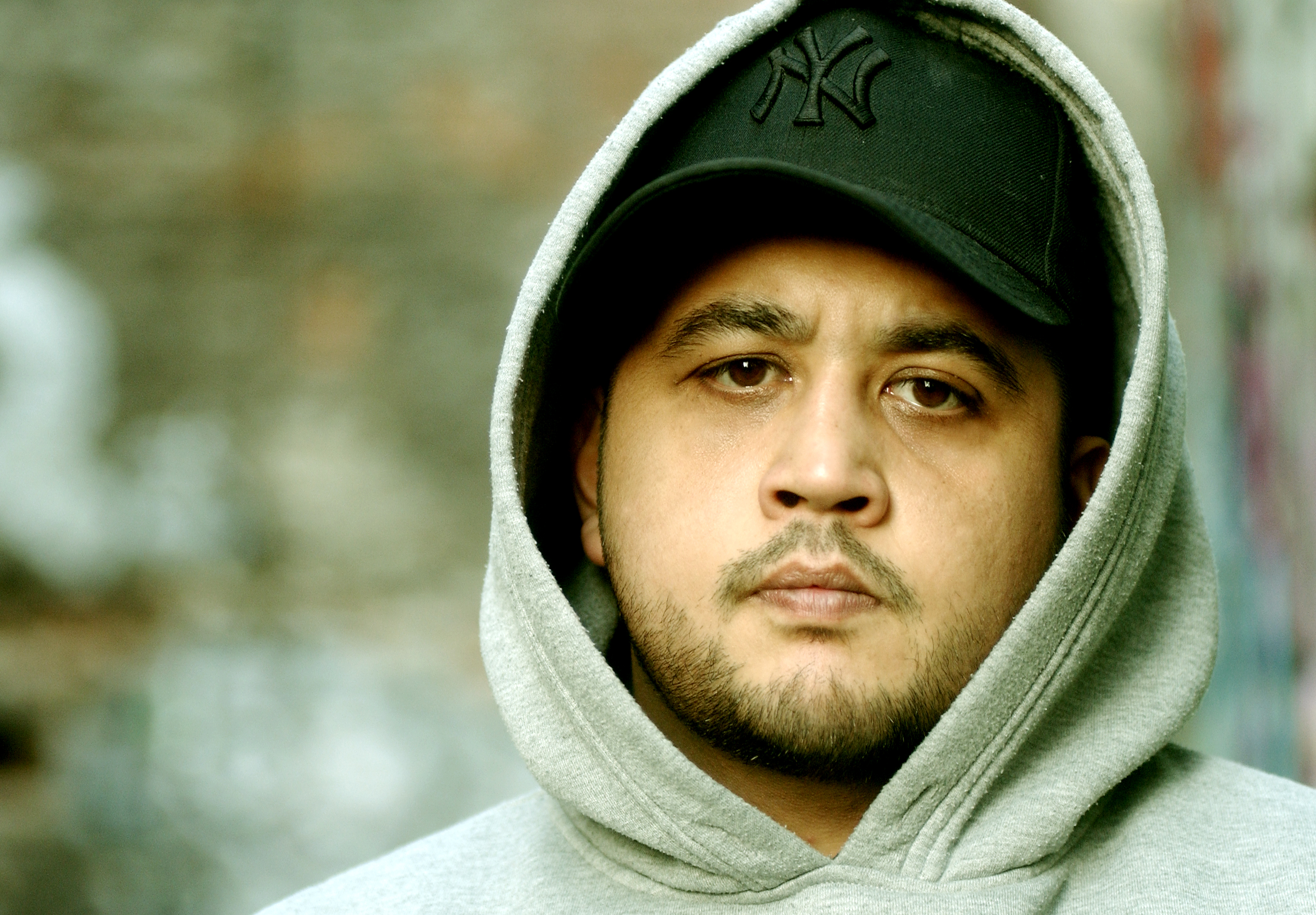
Fuat, 2009

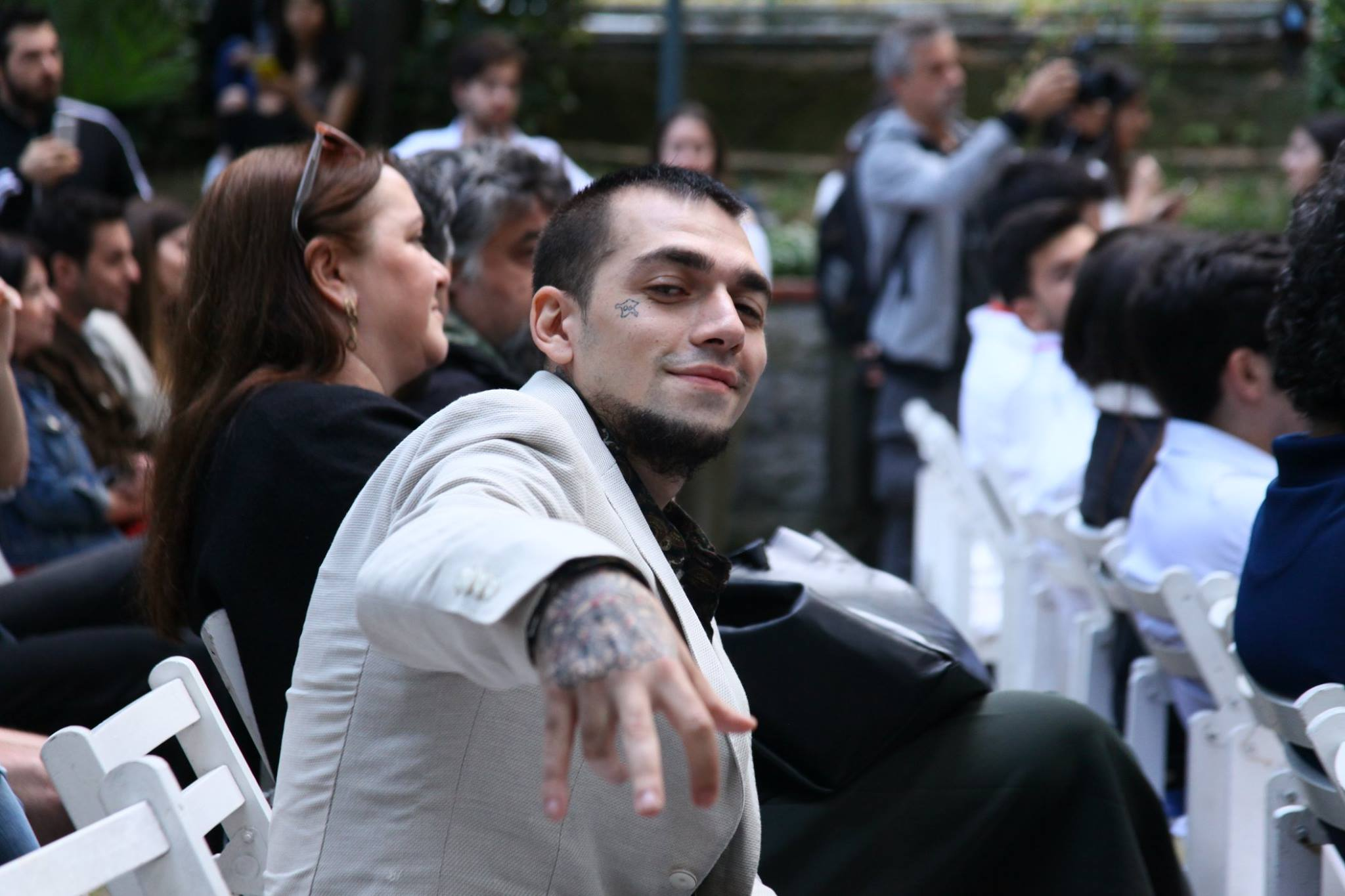
Ezhel, 2018

Vice: „Wenn in der Türkei Disstracks viral gehen, dann geht es ums große Ganze, um Gesellschaft, Gerechtigkeit, Politik.“ Das Video thematisiert Massenfestnahmen, Einschüchterung durch die Polizei und eingeschränkte Meinungsfreiheit, Gewalt gegen Frauen, Arbeitsbedingungen, Urbanisierung, Tierschutz und Umweltzerstörung.
Gleich zu Beginn werden mit drastischen Bildern Umweltverschmutzung und Waldrodung thematisiert, bezugnehmend das Goldminen-Projekt im Ida-Gebirge. Fuat, der Sänger dieser Einleitungspassage, stellte im Vice-Interview fest, dass er in der Türkei nichts Regierungskritisches sagen dürfe, „völlig egal, ob es dabei um Waldbrände oder misshandelte Frauen geht“. Wer Kritik äußere, werde als PKK-Terrorist oder Anhänger von Fethullah Gülen dargestellt. Weiter O-Ton Fuat: „Unsere Regierung steckt Menschen jahrelang ohne Beweise in den Knast.“ Wälder würden einfach abgebrannt, um Villen für Reiche zu bauen. Es gäbe keine Kläranlagen und das schmutzige Wasser käme einfach ins Meer. „Ich bin ein Naturmensch und will nicht, dass die Zukunft der kommenden Generationen zerstört wird. Das betrifft aber nicht nur die Türkei, sondern ist ein globales Problem.“
Zwar wird im Video der türkische Präsident namentlich nicht genannt, jedoch ist allen Beobachtern und Kritikern klar, wer kritisiert wird. Eine der Anspielungen gilt dem Ak Saray, dem weißen Palast des Präsidenten: „Du musst Geld haben oder jemanden kennen, die hohen Tiere müssen deine Nummer haben, du musst jemandem im weißen Palast kennen“, so Tahribad-ı İsyan.
Eine Anklageszene in einer Gefängniszelle wird von mehreren Medien als beeindruckend geschildert. Şanışer und ein weiterer Häftling sitzen auf dem Boden. Der andere beklagt rappend: „Die Gerechtigkeit ist tot. [...] ich [habe] geschwiegen und mitgemacht. Jetzt schrecke ich sogar davor zurück, einen Tweet zu senden und habe Angst vor der Polizei meines Landes.“ Dies ist das Stichwort für Şanışer, der eine Rap-Salve auf sein Gegenüber entfesselt, betreffend die Verantwortung der Türken für die Zustände im eigenen Land, die endet mit dem Aufschrei: „Du hast deine Stimme nicht erhoben, also bist du schuld!“

## Parallelaktion
Ein weiterer türkischer Rapper namens Ezhel, der im Vorjahr mehrere Monate in Untersuchungshaft saß, stellte zeitgleich mit Susamam seinen ebenfalls regimekritischen Rapsong Olay vor. Im Video sind Bilddokumente des Putschversuches am 15. Juli 2016 und von Protesten der vergangenen Jahre eingebaut.

## Reaktionen
Kritik an der türkischen Regierung, in welcher Form auch immer, war während des Regimes Erdogan stets "ein riskantes Unterfangen", so die FAZ. Unzählige Journalisten, Schriftsteller aber auch drei türkische Rapper wurden wegen kritischer Äußerungen verhaftet und teils zu langjährigen Freiheitsstrafen verurteilt. „Das Risiko einer Strafverfolgung ist groß.“
Die regierungsnahe Zeitung Yeni Safak beschimpfte das Rap-Video als Koproduktion und Machwerk linksextremer Randgruppen, der kurdischen PKK und der Gülen-Bewegung. Auch der stellvertretende Ministerpräsident Hamza Dağ (AKP) kritisierte das Videoprojekt und betonte, die Kunst solle nicht für Provokation und politische Manipulation missbraucht werden. Islamisch-konservative Gruppen im Internet formulierte Vorwürfe an die Musiker: „Sustunuz“ („Ihr habt geschwiegen“) ist der Name eines Hashtags, der den Autoren den Vorwurf macht, sie hätten weder den Putschversuch von 2016 noch den Terror der PKK kritisiert.

## Zitat
„Hätte ich vorgehabt, Angst zu haben, zurück zu schrecken, abzuhauen oder mich klein zu machen, hätte ich dieses Lied nicht produziert.“